# Дивошево јеванђеље
Дивошево јеванђеље назива се по наручиоцу Дивошу Тихорадићу српском племићу из Усоре. Јеванђеље је датирано у прву половину 14. века. Откривено је септембра 1960. у цркви светога Николе у Подврху код Бијелог Поља. Писара четвороеванђеља открива оштећени запис на л. 66v "а Маноило" што значи "(пис)а Маноило", грк који је тридесетих година 14. века живео и радио у Котору. Сада се чува у Цетињском манастиру. Wiki Inkubator</ref>
Рукопис без првог изгубљеног кватериона има 187 листова. Текст почиње са Матејевим јеванђељем а завршава се Јовановим. Изворни текст је писан на илуминираном пергаменту уставним типом ћирилице, а папирни умеци на л. 127, 169, 172, 174, 185 и 186 млађом српском редакцијом. Име наручиоца Дивоша Тихорадића забележено је на фолији 5 версо, 42 версо 132 и 182, па се његова израда повезује са првом половином 14. века. Један запис у њему наглшава да је Дивош Тихорадић из Завршја имао и властиту библиотеку.
Дивошево јеванђеље је подељено на Амонијеве главе, чији су почеци означени црвеном бојом, а на усправним маргинама налазе се ознаке, које омогућавају тражење паралелних места у другим деловима четворојеванђеља. Таква подела на главе настала је још у II стољећу и назива се „хармонијом јеванђеља“, а налази се у најстаријим словенским јеванђељима.
Дивошево јеванђеље издваја се лепотом сликаног украса. Садржи преко 60 иницијала и једну заставицу. По неким ауторима оно је главни споменик босанског минијатурног сликарства.